# Курбанов Гусейн Багаутдинович
Курба́нов Гусе́йн Багаутди́нович (рос. Курбанов Гусейн Багаутдинович; 7 травня 1974, Каспійськ) — російський боксер, призер чемпіонату Європи.

## Спортивна кар'єра
Гусейн Курбанов почав займатися боксом з п'ятнадцяти років.
1992 року став бронзовим призером чемпіонату Європи серед юніорів і срібним — чемпіонату світу серед юніорів.
1993 року став чемпіоном Росії і потрапив на чемпіонат Європи, на якому став бронзовим призером, здобувши дві перемоги і програвши в півфіналі Франциску Ваштаг (Румунія) — 4-11.
1994 року на Кубку світу в чвертьфіналі знов програв Франциску Ваштаг — 4-15.
Курбанов продовжував виступати на внутрішніх змаганнях Росії до кінця 1990-х років, а потім відійшов від боксу, зайнявшись земельним та будівельним бізнесом.